# Cyclaspis marisrubri
Cyclaspis marisrubri is een zeekommasoort uit de familie van de Bodotriidae. De wetenschappelijke naam van de soort is voor het eerst geldig gepubliceerd in 1975 door Bacescu & Muradian.